# Киштимське машинобудівне об'єднання
Киштимське машинобудівне об'єднання — російський виробник гірничошахтного, гірничо-бурового устаткування і бурового інструменту. Заснований Микитою Демидовим у 1757 році як залізоробний завод у місті Киштим.